# DST Group
O DST Group nasceu nos anos 1940 e desenvolve a sua principal atividade na área da engenharia e construção.
Em 2025, emprega, nas várias empresas do grupo, mais de três mil pessoas (2.705 em Portugal).
Fundada por Domingos da Silva Teixeira, que começou a atividade da DST a fornecer materiais para a construção do estádio 1.º de Maio. 
Atualmente, o grupo conta com empresas do setor ambiental, telecomunicações, energias renováveis e empreendimentos.
Com uma faturação de 587,7 milhões de euros em 2023, é uma das maiores empresas de Braga.

## Prémio
- "Top Employer 2023" atribuído pelo TOP Employers Institute, entidade internacional que auditoria e avalia as melhores práticas de recursos humanos nas organizações em todo o mundo.[3]